# Ludovico Antomelli
Ludovico Antomelli (Mazzano, 1º febbraio 1863 – Borghetto Lodigiano, 19 giugno 1927) è stato un vescovo cattolico italiano.

## Biografia
Giovanni Battista Antomelli nacque a Mazzano, in provincia e diocesi di Brescia, il 1º febbraio 1863.
Nel 1885 entrò nell'Ordine dei frati minori nel convento della Madonna delle Lacrime di Dongo e assunse il nome di Ludovico. Professò i voti solenni il 10 dicembre 1889.
Il 5 gennaio 1890 fu ordinato presbitero nel convento di San Pietro in Colle a Rezzato.
Fu superiore della provincia milanese dell'Ordine dei frati minori cui apparteneva.

### Ministero episcopale

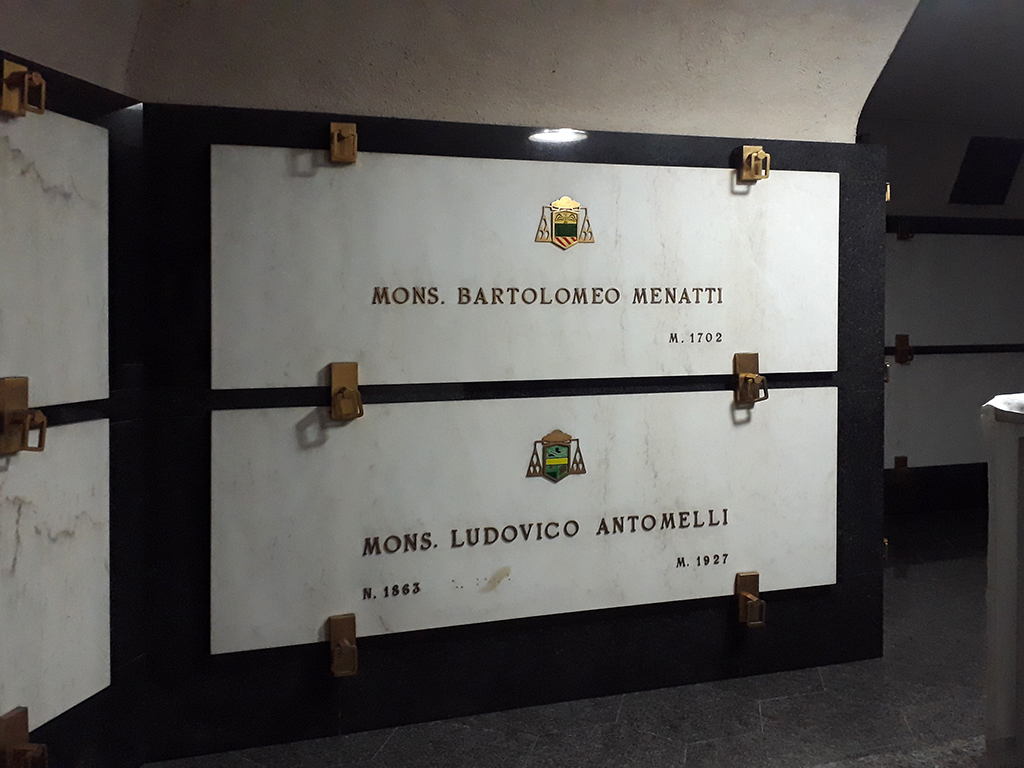
La tomba di mons. Antomelli nella cripta del duomo di Lodi.

Il 23 febbraio 1913 papa Pio X lo nominò primo vicario apostolico della Libia e vescovo titolare di Leptis Magna. Il 15 giugno seguente ricevette l'ordinazione episcopale, nel santuario di Sant'Antonio di Padova a Milano, dal cardinale Andrea Carlo Ferrari, co-consacranti l'arcivescovo Nicola Marconi e il vescovo Giacinto Gaggia.
Il 10 marzo 1919 papa Benedetto XV lo trasferì alla diocesi di Bagnoregio, dove succedette ad Emilio Poletti, deceduto il 17 dicembre 1918.
Durante il suo episcopato fece riaprire il seminario diocesano e presiedette le celebrazioni per il 7º centenario della nascita di San Bonaventura da Bagnoregio; tra l'aprile 1921 e l'aprile 1922 effettuò la visita pastorale alla diocesi.
Il 24 marzo 1924 fu nominato vescovo di Lodi da papa Pio XI; succedette a Pietro Zanolini, deceduto il 6 dicembre 1923.
A Lodi celebrò il secondo congresso eucaristico della diocesi (2-5 settembre 1926), riscuotendo una grande partecipazione popolare. Inoltre, si dedicò particolarmente all'Azione Cattolica, avendo il fascismo chiuso gran parte delle associazioni cattoliche. Il 12 luglio 1925 consacrò la chiesa di San Giorgio Martire a Montanaso Lombardo.
Morì improvvisamente il 19 giugno 1927, all'età di 64 anni, durante una festa dei giovani dell'Azione Cattolica a Borghetto Lodigiano. Dopo le esequie, celebrate il 22 giugno dal vescovo di Pavia Giuseppe Ballerini, fu sepolto nella cripta della cattedrale di Lodi.

## Genealogia episcopale
La genealogia episcopale è:
- Cardinale Scipione Rebiba
- Cardinale Giulio Antonio Santori
- Cardinale Girolamo Bernerio, O.P.
- Arcivescovo Galeazzo Sanvitale
- Cardinale Ludovico Ludovisi
- Cardinale Luigi Caetani
- Cardinale Ulderico Carpegna
- Cardinale Paluzzo Paluzzi Altieri degli Albertoni
- Papa Benedetto XIII
- Papa Benedetto XIV
- Papa Clemente XIII
- Cardinale Marcantonio Colonna
- Cardinale Giacinto Sigismondo Gerdil, B.
- Cardinale Giulio Maria della Somaglia
- Cardinale Carlo Odescalchi, S.I.
- Cardinale Costantino Patrizi Naro
- Cardinale Lucido Maria Parocchi
- Cardinale Andrea Carlo Ferrari
- Vescovo Ludovico Antomelli, O.F.M.